# NGC 7380
NGC 7380 è un giovane ammasso aperto visibile nella costellazione di Cefeo.

## Osservazione

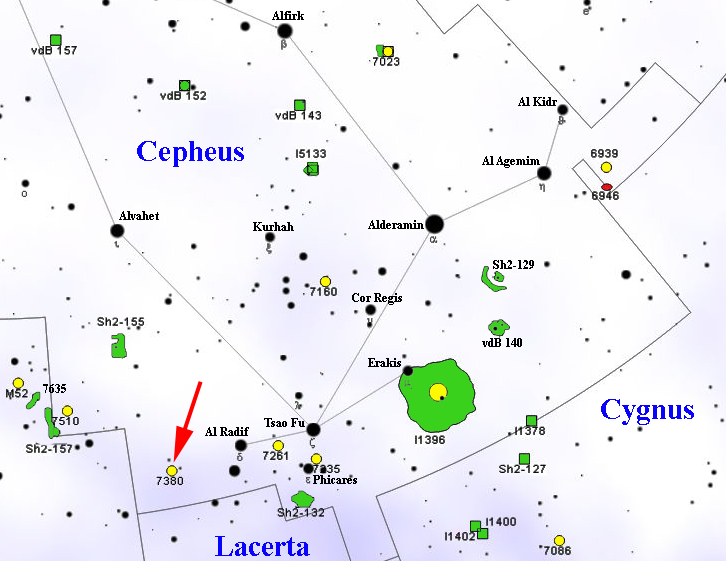
Mappa per individuare NGC 7380.

Si individua nella parte meridionale della costellazione, 2 gradi a est della stella δ Cephei, in direzione di un campo stellare piuttosto ricco; appare dominata ad ovest da una stella doppia di magnitudine 7,6. Con un binocolo 10x50 la sua risoluzione è parziale e limitata a poche stelle, mentre attraverso un telescopio da 100mm sono evidenti alcune decine di stelle fino alla magnitudine 12; con uno strumento da 150mm di apertura è possibile rivelare tutte le sue componenti, compresa la variabile DH Cephei, una delle sue componenti più studiate.
La declinazione fortemente settentrionale di quest'ammasso favorisce notevolmente gli osservatori dell'emisfero nord, da cui si presenta circumpolare fino alle basse latitudini; dall'emisfero australe d'altra parte resta piuttosto basso e non è neppure osservabile dalle latitudini lontane dalla zona tropicale. Il periodo migliore per la sua osservazione nel cielo serale è quello compreso fra giugno e novembre.

## Storia delle osservazioni
NGC 7380 venne individuato per la prima volta da Caroline Lucretia Herschel nel 1787 attraverso un telescopio riflettore da 4,2 pollici, che lo segnalò poi a suo fratello William Herschel; il figlio di quest'ultimo, John Herschel, lo inserì nel General Catalogue of Nebulae and Clusters col numero 2182.

## Caratteristiche
NGC 7380 è un giovane ammasso aperto situato sul Braccio di Perseo alla distanza di 3537 parsec (11530 anni luce), in corrispondenza di un'estesa associazione OB nota come Cepheus OB1; appare associato alla grande regione H II Sh2-142, avente una massa di circa 4000 M⊙. Fra le componenti dell'ammasso spicca la binaria a eclisse DH Cephei, che è la principale responsabile della ionizzazione della nebulosa; questa coppia è composta da due stelle di classe spettrale O6, due fra le stelle più massicce del sistema.
L'ammasso contiene numerose stelle massicce, racchiuse in un diametro di circa 6 parsec; il corpo principale ha una forma allungata, cui si connette una sorta di coda di stelle: quest'aspetto particolare potrebbe essere dovuto in parte al residuo della nube molecolare originaria da cui l'ammasso si è formato.

## Bibliografia

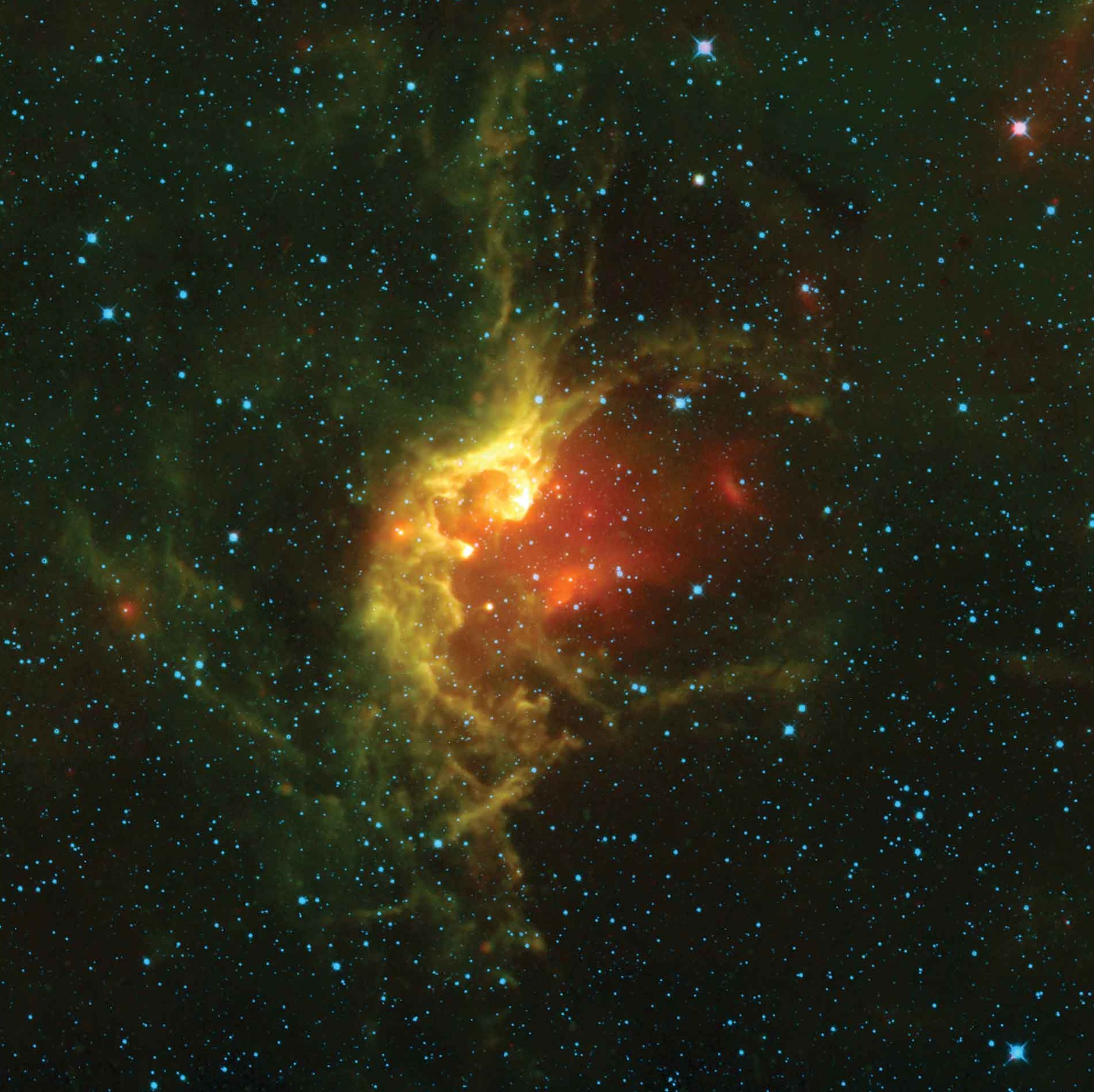
Immagine nell'infrarosso della Nebulosa del Mago, acquisita tramite WISE.